# Tomasz Pfajfer
Tomasz Josypowycz Pfajfer, ukr. Томаш Йосипович Пфайфер, węg. Tamás Pfeiffer, ros. Томаш Йожефович Пфайфер, Tomasz Jożefowicz Pfajfer (ur. 27 września 1942 w Mukaczewie) – ukraiński piłkarz pochodzenia węgierskiego, grający na pozycji napastnika lub pomocnika, trener i sędzia piłkarski.

## Kariera piłkarska

### Kariera klubowa
W 1962 roku rozpoczął karierę piłkarską w klubie Werchowyna Użhorod. Latem 1962 został zaproszony do zespołu Silmasz Lwów. W latach 1963–1968 służył w wojskowych klubach SKA Lwów i SKA Odessa. W 1969 został piłkarzem Awanharda Tarnopol. Latem 1970 roku powrócił do Werchowyny, który w następnym roku zmienił nazwę na Howerła Użhorod. W 1971 roku przez poważną kontuzję był zmuszony zakończyć karierę piłkarską.

## Kariera trenerska
Karierę szkoleniowca rozpoczął po zakończeniu kariery piłkarza. Trenował grupy juniorskie Zakarpattia. Pracował przez jakiś czas na stanowisku dyrektora Szkoły Piłkarskiej Towarzystwa „Spartak”. W sezonie 1982 stał na czele Zakarpattia Użhorod, który w tym czasie zajmował ostatnie 24 miejsce w ukraińskiej strefie drugiej ligi mistrzostw ZSRR. Pod jego rządzeniem zakarpacki zespół zakończył mistrzostwa na 17 miejscu.

## Kariera sędziowska
W 1980 rozpoczął arbitraż meczów Wysszej Ligi ZSSR. Jako sędzia liniowy obsługiwał 64 mecze w Wysszej Lidze. W sezonie 1983 był głównym arbitrem meczu drużyny pierwszej ligi Dniapro Mohylew – Tiekstilszczik Iwanowo. Sędzia kategorii ogólnokrajowej (1986).

## Sukcesy i odznaczenia

### Sukcesy piłkarskie
SKA Lwów
- mistrz Pierwoj ligi ZSRR: 1965

Howerła Użhorod
- wicemistrz Ukraińskiej SRR: 1972

### Odznaczenia
- tytuł Mistrza Sportu ZSRR: 1965